# フェストゥングスバーン (ザルツブルク)

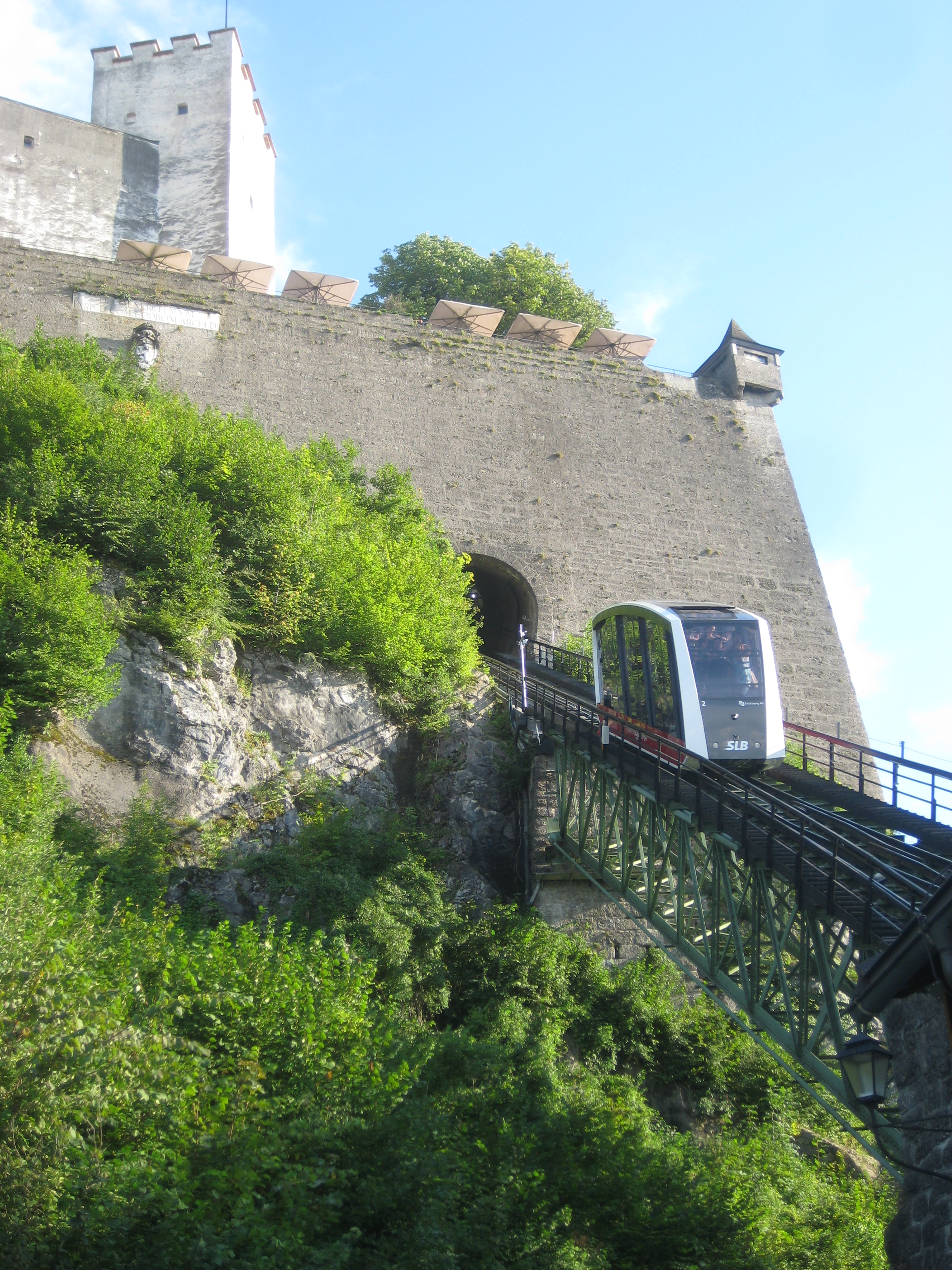
上部駅に接近する車両。

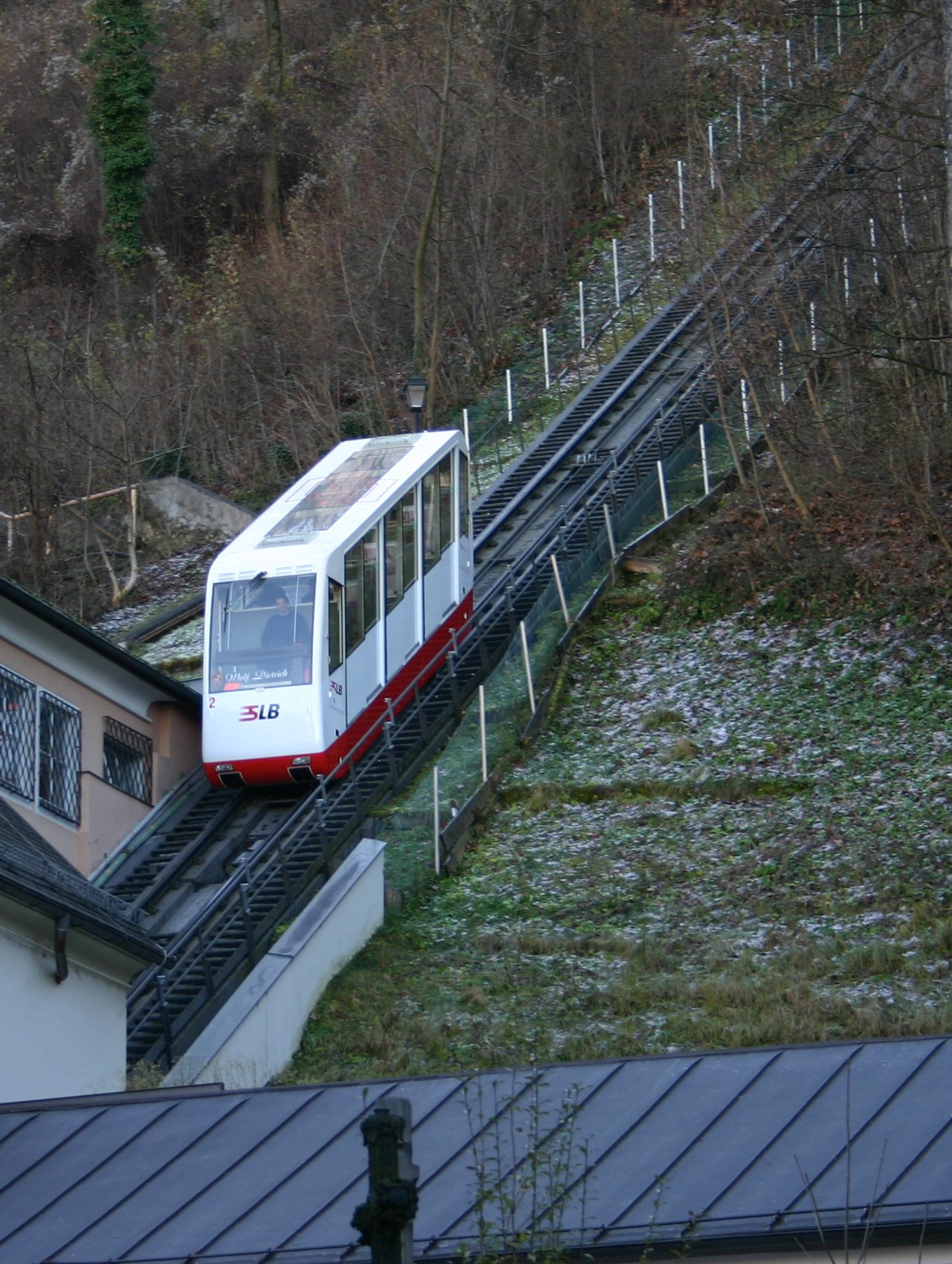
2008年に使用していた前世代の車両。

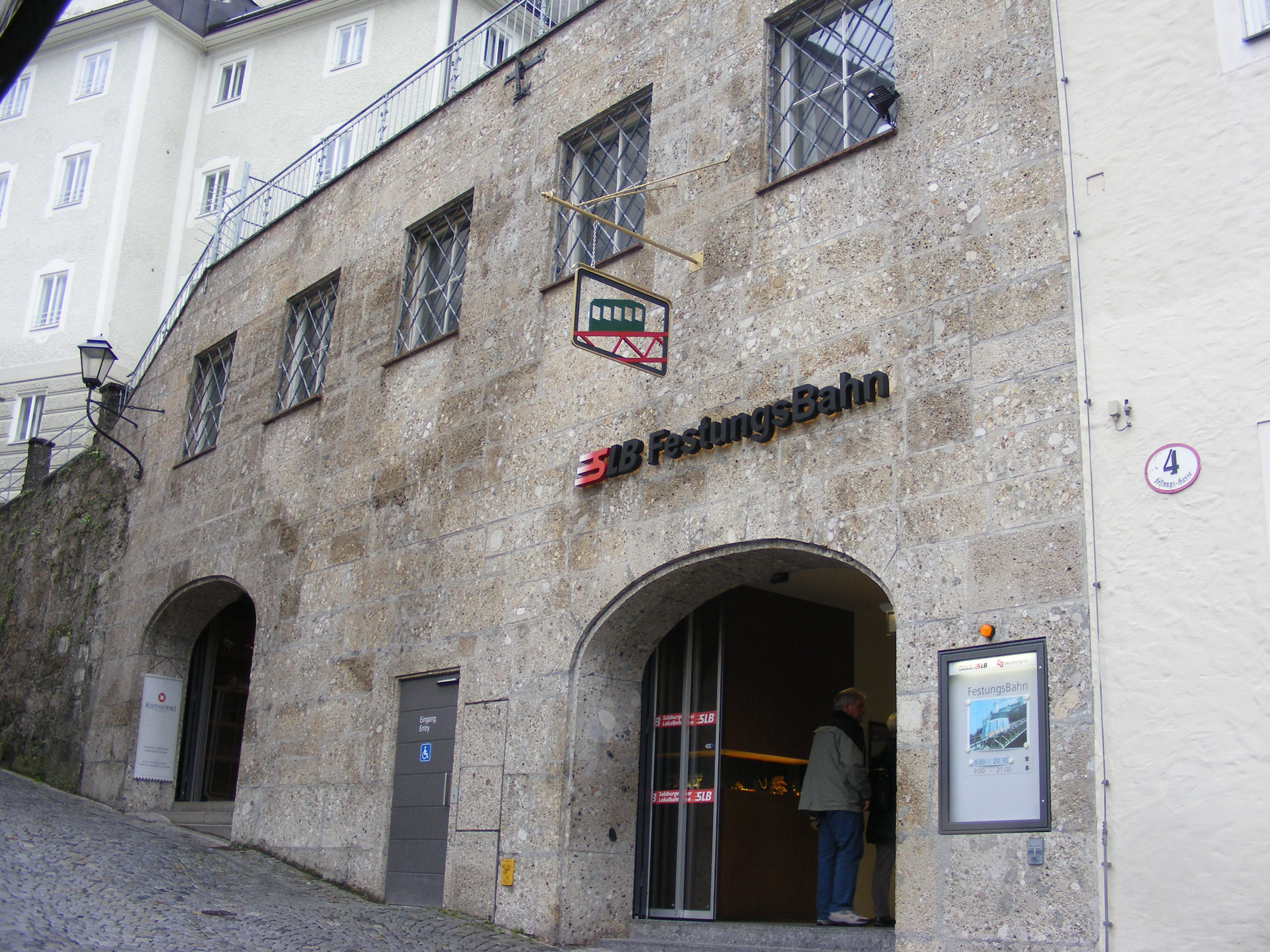
下部駅への入口。

フェストゥングスバーン（独・英: Festungsbahn）は、オーストリア共和国ザルツブルク州ザルツブルク市にあるホーエンザルツブルク城へのアクセス用のフニクラー（ケーブルカー）である。
城壁北側の下にある、フェストゥングス通り (Festungsgasse) と城を結んでいる。
フェストゥングスバーンの開業は1892年であり、そのはるか昔から城への貨物搬入を行っている、ライスツーク (Reißzug) のフニクラーと混同してはならない。
当路線は、ザルツブルク社 (Salzburg AG) によって運行されており、同社は都市バスおよびザルツブルガー・ロカールバーン (Salzburger Lokalbahn) も運行している。

## 歴史
フェストゥングスバーンは、「Salzburger Eisenbahn- und Tramwaygesellschaft」社による水力式ケーブルとして、1892年に開業した。
以前はバラックとして使用されており、当路線はより多くの訪問者に城の利用を可能とした。
1960年に水力式から電動式に改良され、新型車両が導入された。
一方、下部駅と上部駅は、それぞれ1975年と1976年に再建された。
乗客の増加、および更なる高速運転に対応した新車両を導入するに伴い、1991年に2度目の近代化が行われた。
2011年1月から4月までの間、400万ユーロの費用を費やし、再度近代化が行われた。
新車両が2両導入されると共に、電気機器が交換された。
パノラマウインドウからの、市街地のより良い眺めが新車両の売り物となっている。

## 運行
当路線は、毎日9:00より運行している。
最終車両の時刻は、時期によって17:00〜22:00に変化する。
当路線は、以下の技術諸元となっている。
| 構造     | 交換線と単線 |
| 路線長   | 191メートル (627 ft) |
| 高さ     | 99メートル (325 ft) |
| 最大勾配 | 62% |
| 駅数     | 2駅 ドーム (Dom)（北緯47度47分47秒 東経13度02分46秒 / 北緯47.796440度 東経13.046041度、下部） フェストゥンク (Festung)（北緯47度47分45秒 東経13度02分46秒 / 北緯47.795761度 東経13.046179度、上部） |
| 車両数   | 2両 |
| 定員     | 55名/車両 |
| 軌間     | 1,040 mm (3 ft 5 in) |
| 最高速度 | 5.5メートル毎秒 (18 ft/s) |
| 移動時間 | 1分 |
| 牽引     | 電気 |